# Trigonostemon
Trigonostemon é um género botânico pertencente à família Euphorbiaceae.
O gênero é composto por plantas encontradas desde a Índia até a Austrália.

## Sinonímia
| - Actephilopsis Ridl. - Athroisma Friff. - Enchidium Jack. - Kurziodendron N.P.Balakr. - Neotrigonostemon Pax & K.Hoffm. - Nepenthandra S.Moore | - Poilaniella Gagnep. - Prosartema Gagnep. - Silvaea Hook. & Arn., nom. inval. - Telogyne Baill. - Tritaxis Baill. - Tylosepalum Kurz ex Teijsm. & Binn. |

## Espécies
Composto por 126 espécies:
| - Trigonostemon acuminatus - Trigonostemon adenocalyx - Trigonostemon albiflorus - Trigonostemon angustifolius - Trigonostemon anomalus - Trigonostemon apetalogyne - Trigonostemon arboreus - Trigonostemon asahanensis - Trigonostemon aurantiacus - Trigonostemon beccarii - Trigonostemon beddomei - Trigonostemon birmanicus - Trigonostemon bonianus - Trigonostemon borneensis - Trigonostemon bulusanensis - Trigonostemon capillipes - Trigonostemon capitellatus - Trigonostemon carnosulus - Trigonostemon chatterjii - Trigonostemon cherrieri - Trigonostemon chinensis - Trigonostemon cochinchinensis - Trigonostemon croceus - Trigonostemon cumingii - Trigonostemon detritiferus - Trigonostemon diffusus - Trigonostemon diplopetalus - Trigonostemon dipteranthus - Trigonostemon eberhardtii - Trigonostemon elegantissimus - Trigonostemon elmeri - Trigonostemon everettii - Trigonostemon filiformis - Trigonostemon filipes - Trigonostemon flavidus - Trigonostemon forbesii - Trigonostemon fragilis - Trigonostemon fungii - Trigonostemon gagnepainianus - Trigonostemon gaudichaudi - Trigonostemon harmandii - Trigonostemon hartleyi | - Trigonostemon heteranthus - Trigonostemon heterophyllus - Trigonostemon hirsutus - Trigonostemon hookerianus - Trigonostemon howii - Trigonostemon huangmosu - Trigonostemon hybridus - Trigonostemon indicus - Trigonostemon inopinatus - Trigonostemon ionthocarpus - Trigonostemon kerrii - Trigonostemon kwangsiensis - Trigonostemon lanceolatus - Trigonostemon laoticus - Trigonostemon laetus - Trigonostemon laevigatus - Trigonostemon lawianus - Trigonostemon laxiflorus - Trigonostemon leucanthus - Trigonostemon lii - Trigonostemon longifolius - Trigonostemon longipedunculatus - Trigonostemon longipes - Trigonostemon longisepalus - Trigonostemon lutescens - Trigonostemon luzoniensis - Trigonostemon macgregorii - Trigonostemon macrophyllus - Trigonostemon magnificus - Trigonostemon malaccanus - Trigonostemon malayanus - Trigonostemon matangensis - Trigonostemon membranaceus - Trigonostemon merrillii - Trigonostemon merrillianus - Trigonostemon murtoni - Trigonostemon nemoralis - Trigonostemon nicobaricus - Trigonostemon nigrifolius - Trigonostemon oblanceolatus - Trigonostemon oblongifolius - Trigonostemon oliganthum | - Trigonostemon ovatifolius - Trigonostemon pachyphyllus - Trigonostemon pentandrus - Trigonostemon petelotii - Trigonostemon philippinensis - Trigonostemon phyllocalyx - Trigonostemon pierrei - Trigonostemon pinnatus - Trigonostemon poilanei - Trigonostemon polyanthus - Trigonostemon praetervisus - Trigonostemon quocensis - Trigonostemon reidioides - Trigonostemon ridleyi - Trigonostemon rubescens - Trigonostemon rufescens - Trigonostemon salicifolius - Trigonostemon sandakanensis - Trigonostemon sanguineus - Trigonostemon semperflorens - Trigonostemon serratus - Trigonostemon sinclairi - Trigonostemon stellaris - Trigonostemon stenophyllus - Trigonostemon sumatranus - Trigonostemon sunirmalii - Trigonostemon thorelii - Trigonostemon thyrsoideus - Trigonostemon tomentellus - Trigonostemon verticillatus - Trigonostemon verrucosus - Trigonostemon villosis - Trigonostemon villosus - Trigonostemon viridissimus - Trigonostemon voratus - Trigonostemon wenzelii - Trigonostemon wenzelii - Trigonostemon wetriifolius - Trigonostemon whiteanus - Trigonostemon wui - Trigonostemon xyphophylloides - Trigonostemon zeylanicus |

## Nome e referências
Trigonostemon  Blume